# Gagrella parallela
Gagrella parallela is een hooiwagen uit de familie Sclerosomatidae.